# Olympische Sommerspiele 2012/Kanu – Zweier-Kajak 200 Meter (Männer)
Der Kanuwettbewerb im Zweier-Kajak 200 Meter der Männer bei den Olympischen Spielen 2012 in London wurde am 10. und 11. August 2012 auf dem Dorney Lake ausgetragen. 28 Athleten nahmen teil. 
Der Wettbewerb war neu im olympischen Programm. Er begann mit zwei Vorläufen. Die jeweils ersten fünf Kanuten qualifizierten sich für das Halbfinale, die übrigen Kanuten für das Finale B.
Im Halbfinale qualifizierten sich die jeweils ersten vier Athleten für das Finale A, die übrigen für das Finale B, wo um die Plätze 9 bis 13 gefahren wurde.

## Titelträger
| Weltmeister | Arnaud Hybois / Sébastien Jouve | Szeged 2011 |

## Zeitplan
- Vorläufe: 10. August 2012, 10:47 Uhr (Ortszeit)
- Halbfinale: 10. August 2012, 12:12 Uhr (Ortszeit)
- Finale: 11. August 2012, 10:41 Uhr (Ortszeit)

## Vorläufe

### Lauf 1
| Platz | Kanuten                                | Nation      | Zeit (s) |
| ----- | -------------------------------------- | ----------- | -------- |
| 1     | Juri Postrigai / Alexander Djatschenko | Russland    | 32,321   |
| 2     | Ronald Rauhe / Jonas Ems               | Deutschland | 32,905   |
| 3     | Arnaud Hybois / Sébastien Jouve        | Frankreich  | 32,933   |
| 4     | Ryan Cochrane / Hugues Fournel         | Kanada      | 33,407   |
| 5     | Ionuț Mitrea / Bogdan Mada             | Rumänien    | 33,978   |
| 6     | Alexei Dergunow / Jewgeni Alexejew     | Kasachstan  | 34,254   |
| 7     | Fernando Pimenta / Emanuel Silva       | Portugal    | DNS      |

### Lauf 2
| Platz | Kanuten                                   | Nation                 | Zeit (s) |
| ----- | ----------------------------------------- | ---------------------- | -------- |
| 1     | Raman Petruschenka / Wadsim Machneu       | Belarus                | 33,129   |
| 2     | Liam Heath / Jon Schofield                | Vereinigtes Königreich | 33,364   |
| 3     | Miguel Correa / Rubén Rézola              | Argentinien            | 33,623   |
| 4     | Stephen Bird / Jesse Phillips             | Australien             | 34,120   |
| 5     | Krists Straume / Aleksejs Rumjancevs      | Lettland               | 34,447   |
| 6     | Momotarō Matsushita / Hiroki Watanabe     | Japan                  | 34,669   |
| 7     | Olivier Cauwenbergh / Laurens Pannecoucke | Belgien                | 35,297   |

## Halbfinale

### Lauf 1
| Platz | Kanuten                                | Nation                 | Zeit (s) |
| ----- | -------------------------------------- | ---------------------- | -------- |
| 1     | Juri Postrigai / Alexander Djatschenko | Russland               | 32,051   |
| 2     | Liam Heath / Jon Schofield             | Vereinigtes Königreich | 32,940   |
| 3     | Miguel Correa / Rubén Rézola           | Argentinien            | 33,105   |
| 4     | Ryan Cochrane / Hugues Fournel         | Kanada                 | 33,500   |
| 5     | Ionuț Mitrea / Bogdan Mada             | Rumänien               | 34,253   |

### Lauf 2
| Platz | Kanuten                              | Nation      | Zeit (s) |
| ----- | ------------------------------------ | ----------- | -------- |
| 1     | Raman Petruschenka / Wadsim Machneu  | Belarus     | 32,641   |
| 2     | Ronald Rauhe / Jonas Ems             | Deutschland | 32,662   |
| 3     | Arnaud Hybois / Sébastien Jouve      | Frankreich  | 32,668   |
| 4     | Stephen Bird / Jesse Phillips        | Australien  | 34,071   |
| 5     | Krists Straume / Aleksejs Rumjancevs | Lettland    | 34,140   |

## Finale

### Finale B
Anmerkung: Gefahren wurde hier um die Plätze neun bis dreizehn, das heißt, die Sieger des B-Finales aus Kasachstan wurden insgesamt Neunter usw.
| Platz | Kanuten                                   | Nation     | Zeit (s) |
| ----- | ----------------------------------------- | ---------- | -------- |
| 1     | Alexei Dergunow / Jewgeni Alexejew        | Kasachstan | 35,494   |
| 2     | Momotarō Matsushita / Hiroki Watanabe     | Japan      | 35,739   |
| 3     | Krists Straume / Aleksejs Rumjancevs      | Lettland   | 36,110   |
| 4     | Olivier Cauwenbergh / Laurens Pannecoucke | Belgien    | 36,336   |
| 5     | Ionuț Mitrea / Bogdan Mada                | Rumänien   | 46,495   |

### Finale A
| Platz | Kanuten                                | Nation                 | Zeit (s) |
| ----- | -------------------------------------- | ---------------------- | -------- |
| 1     | Juri Postrigai / Alexander Djatschenko | Russland               | 33,507   |
| 2     | Raman Petruschenka / Wadsim Machneu    | Belarus                | 34,266   |
| 3     | Liam Heath / Jon Schofield             | Vereinigtes Königreich | 34,421   |
| 4     | Arnaud Hybois / Sébastien Jouve        | Frankreich             | 35,012   |
| 5     | Miguel Correa / Rubén Rézola           | Argentinien            | 35,271   |
| 6     | Stephen Bird / Jesse Phillips          | Australien             | 35,315   |
| 7     | Ryan Cochrane / Hugues Fournel         | Kanada                 | 35,396   |
| 8     | Ronald Rauhe / Jonas Ems               | Deutschland            | 35,405   |